# Семионова, Полина Александровна
Полина Александровна Семионова (род. 13 сентября 1984, Москва) — российская артистка балета и педагог, лауреат приза «Бенуа танца» (2014).
В качестве приглашённой балерины танцевала в спектаклях многих театров мира, среди которых Ла Скала, Венская опера, Баварская государственная опера, Штутгартский балет, Английский национальный балет, Большой театр, Мариинский театр, дрезденская Опера Земпера, Цюрихский балет, Токийский балет, Балет Лос-Анджелеса и др.

## Биография
Родилась в семье биотехнолога и учительницы английского языка.
В детстве занималась фигурным катанием в спортобществе ЦСКА, танцевала в ансамбле Гостелерадио, после чего поступила в Московскую государственную академию хореографии, где среди одноклассников Полины были её брат, Дмитрий Семионов, впоследствии ставший солистом Мариинского театра, и Анастасия Меськова.
В 2001 году, будучи студенткой второго курса, принимала участие в IX Международном конкурсе артистов балета и хореографов в Москве, завоевав I премию и золотую медаль в категории «младшая группа (дуэты)» (партнёр — Сергей Васюченко). После окончания конкурса была также награждена премией имени Анны Павловой фонда «Милосердие».
В 2002 году с отличием окончила Московскую государственную академию хореографии по классу Софьи Головкиной, после чего была приглашена танцовщиком Владимиром Малаховым присоединиться к труппе Берлинского государственного балета. С 2002 по 2012 год была солисткой этого театра.
В 2011 году — приглашенная солистка Американского театра балета и балетной труппы миланского театра «Ла Скала».
С 2012 года — солистка Американского балетного театра и приглашённая солистка Михайловского театра.
Начиная с 2012 года преподаёт в балетной школе Берлинского государственного балета, с 2013 года — профессор этой школы.

## Награды
- 2002 — I юниорская премия Международного конкурса артистов балета в Нагое (Япония); I премия конкурса учеников хореографических училищ Vaganova-Prix (Академия русского балета имени А. Я. Вагановой, Санкт-Петербург).
- 2004 — приз Союза берлинских любителей театра DAPHNE-Preis (премия Дафны), награда была вручена в Берлинском государственном оперном театре «Унтер-ден-Линден» 10 января 2005 года.
- 2004 — премия «Будущее» (присуждается Товариществом немецких работников сцены молодым талантливым танцовщикам и хореографам).
- апрель 2005 — приз Союза немецких критиков Kritikerpreise.
- 2014 — приз «Бенуа танца» (за партии в спектаклях ABT «Партита Баха» Твайлы Тарп, «Тема с вариациями» Джорджа Баланчина, «Сильфиды» Михаила Фокина и «Девятая симфония» Алексея Ратманского)